# اجزای هستی‌شناسی

هستی‌شناسی بخشی؛ ردهٔ خودرو دارای رده‌های فرعی خودروهای ۲-چرخ محرک و خودروهای ۴-چرخ محرک است.

هستی‌شناسی‌های معاصر، صرف نظر از زبان هستی‌شناسی که در آن بیان می‌شوند، شباهت‌های ساختاری بسیاری دارند. بیشتر هستی‌شناسی‌ها افراد (نمونه‌ها)، رده‌ها (مفاهیم)، ویژگی‌ها و روابط را توصیف می‌کنند.